# Lee Jung-su

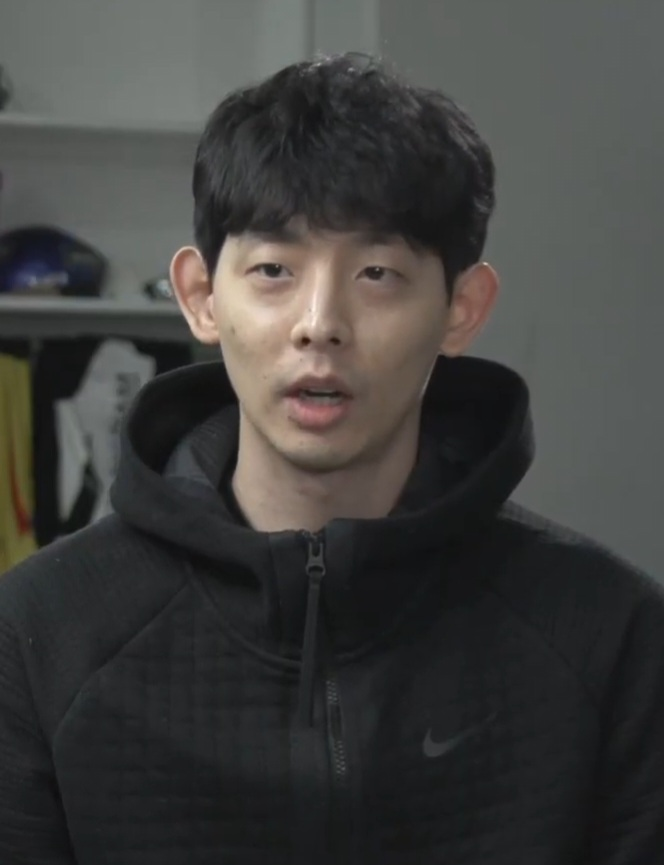
Lee Jung-su

Lee Jung-su (Koreaans: 이정수) (Seoul, 30 november 1989) is een Zuid-Koreaans shorttrackschaatser.

## Carrière
In 2006 werd Lee Jung-su wereldkampioenschap junioren, in 2007 en 2008 haalde hij zilver.
Het olympische seizoen 2009-2010 was voor Lee erg succesvol. Op de Olympische Winterspelen 2010 in Vancouver haalde Lee drie medailles, goud op de 1000 en 1500 meter en zilver op de 5000 meter aflossing. Op het wereldkampioenschap shorttrack 2010 te Sofia won hij goud met de Zuid-Koreaanse aflossingsploeg. Ook won hij de overall wereldbeker in het seizoen 2009-2010.